# 인민방위군 (미얀마)
인민방위군(버마어: ပြည်သူ့ကာကွယ်ရေးတပ်မတော်)은 2021년 미얀마 쿠데타 이후 창설된 미얀마 국민통합정부의 군대이다. 현 미얀마 정권 및 따머도에 대한 저항운동을 주도하며, 소수민족 무장단체와 연대하고 있다.